# Neuffen
Neuffen est une ville de Bade-Wurtemberg (Allemagne), située dans l'arrondissement d'Esslingen, dans la région de Stuttgart, dans le district de Stuttgart.

## Histoire
| Appartenances historiques Comté de Wurtemberg 1303-1442 Comté de Wurtemberg-Stuttgart 1442-1482 Comté de Wurtemberg 1482-1495 Duché de Wurtemberg 1495-1803 Électorat de Wurtemberg 1803–1806 Royaume de Wurtemberg 1806–1918 République de Weimar 1918–1933 Reich allemand 1933–1945 Allemagne occupée 1945–1949 Allemagne 1949–présent |

## Personnalités liées à la ville
- Ulrich IV de Wurtemberg (1320-1366), comte mort au château d'Hohenneuffen.